# Eupolyphaga densiguttata
Eupolyphaga densiguttata är en kackerlacksart som beskrevs av Feng, P. och Patrick C.Y. Woo 1988. Eupolyphaga densiguttata ingår i släktet Eupolyphaga och familjen Polyphagidae. Inga underarter finns listade i Catalogue of Life.